# Новокопилово (Зоринський район)
Новокопило́во (рос. Новокопылово) — село у складі Зоринського району Алтайського краю, Росія. Адміністративний центр Новокопиловської сільської ради.

## Населення
Населення — 849 осіб (2010; 836 у 2002).
Національний склад (станом на 2002 рік):
- росіяни — 93 %